# Championnats d'Europe juniors de natation 2011
Navigation
Édition précédente Édition suivante
La 38e édition des Championnats d'Europe juniors de natation se déroule entre le 6 et le 10 juillet 2011 à Belgrade en Serbie. Trois ans après avoir accueilli les compétitions de natation sportive des Championnats d'Europe juniors de natation, la capitale serbe organise de nouveau l'événement qui, pour la troisième de l'histoire, est concentré dans une seule et même ville, le Centre sportif de Tašmajdan (pour la natation sportive et la natation synchronisée) et le Republic Institute of Sport de Košutnjak (pour le plongeon) étant le théâtre des 58 épreuves programmées.

## Podiums

### Natation sportive
Trois records des Championnats d'Europe juniors sont établis lors de l'édition 2011 :
- la Britannique Lauren Quigley en demi-finale du 50 m dos en 28 s 76, contre 29 s 01 pour sa compatriote Emma Saunders sacrée en 2010.
- le relais féminin français du 4 × 100 m nage libre en 3 min 44 s 66 en finale, contre 3 min 45 s 27 pour le quatuor allemand sacré champion d'Europe en 2009.
- l'Allemand Christian Diener sur 50 m dos en 25 s 40 en finale, contre 25 s 49 pour l'Italien Marco Fanti Rovetta sacré en 2009.

#### Femmes
| Épreuves               | Or | Argent | Bronze |
| Nage libre             | Nage libre | Nage libre | Nage libre |
| ---------------------- | --- | --- | --- |
| 50 m                   | Nadiya Koba (UKR) 25 s 76 | Louise Hansson (GER) 25 s 94 | Ylenia Sciarrini (ITA) 25 s 99 |
| 100 m                  | Charlotte Bonnet (FRA) 55 s 25 | Mie Nielsen (DEN) 55 s 94 | Jessica Lloyd (GBR) 56 s 19 |
| 200 m                  | Ksenia Yuskova (RUS) 2 min 0 s 50 | Sycerika McMahon (IRL) 2 min 0 s 61 | Esmee Vermeulen (NED) 2 min 1 s 22 |
| 400 m                  | Sycerika McMahon (IRL) 4 min 13 s 85 | Rachael Williamson (GBR) 4 min 14 s 49 | Johanna Friedrich (GER) 4 min 14 s 59 |
| 800 m                  | Donata Kilijańska (POL) 4 min 40 s 48 | Esmee Vermeulen (NED) 8 min 43 s 56 | Rachael Williamson (GBR) 8 min 44 s 10 |
| 1 500 m                | María Vilas Vidal (ESP) 16 min 32 s 68 | Giulia Gabbrielleschi (ITA) 16 min 37 s 94 | Donata Kilijańska (POL) 16 min 38 s 90 |
| Dos                    | | | |
| 50 m                   | Mie Nielsen (DEN) 28 s 81 | Laurent Quigley (GBR) 28 s 93 | Katarzyna Górniak (POL) 29 s 23 |
| 100 m                  | Mie Nielsen (DEN) 1 min 2 s 50 | Jessica Fullalove (GBR) 1 min 2 s 75 | Lidón Muñoz Del Campo (ESP) 1 min 3 s 15 |
| 200 m                  | Federica Meloni (ITA) 2 min 14 s 88 | Eygló Ósk Gústafsdóttir (ISL) 2 min 14 s 95 | Phoebe Landeryou (GBR) 2 min 15 s 53 |
| Brasse                 | | | |
| 50 m                   | Sycerika McMahon (IRL) 32 s 00 | Anna Sztankovics (HUN) 32 s 02 | Jenna Laukkanen (FIN) 32 s 11 |
| 100 m                  | Anna Sztankovics (HUN) 1 min 9 s 31 | Jenna Laukkanen (FIN) 1 min 9 s 48 | Irina Novikova (RUS) 1 min 9 s 62 |
| 200 m                  | Maria Temnikova (RUS) 2 min 26 s 29 | Irina Novikova (RUS) 2 min 26 s 46 | Molly Renshaw (GBR) 2 min 28 s 68 |
| Papillon               | | | |
| 50 m                   | Louise Hansson (SWE) 27 s 04 | Daria Tcvetkova (RUS) 27 s 06 | Svetlana Chimrova (RUS) 27 s 22 |
| 100 m                  | Alexandra Wenk (GER) 59 s 85 | Daria Tcvetkova (RUS) 1 min 0 s 14 | Georgia Barton (GBR) 1 min 0 s 53 |
| 200 m                  | Elena Sheridan (GBR) 2 min 10 s 40 | Liliana Szilágyi (HUN) 2 min 10 s 95 | Georgia Barton (GBR) 2 min 12 s 27 |
| Quatre nages           | | | |
| 200 m                  | Marie-Siobhan O'Connor (GBR) 2 min 14 s 71 | Sara Joo (HUN) 2 min 16 s 34 | Anastasia Sineva (GBR) 2 min 16 s 44 |
| 400 m                  | Marie-Siobhan O'Connor (GBR) 4 min 46 s 61 | Sara Joo (HUN) 4 min 48 s 25 | Réka György (HUN) 4 min 49 s 80 |
| Relais                 | | | |
| 4 × 100 m nage libre   | France Camille Gheorghiu (56 s 33) Assia Touati (56 s 52) Béryl Gastaldello (56 s 22) Charlotte Bonnet (55 s 29) 3 min 44 s 66 (RC)                          | Royaume-Uni Marie-Siobhan O'Connor (57 s 11) Chloe Tutton (56 s 76) Amelia Maughan (56 s 38) Jessica Lloyd (56 s 17) 3 min 46 s 42                 | Espagne Lidón Muñoz Del Campo (57 s 09) Marta González Crivillers (56 s 61) Laura Gálvez Solé (57 s 00) Marina Rico Fuentes (57 s 10) 3 min 47 s 80                   |
| 4 × 200 m nage libre   | France Camille Gheorghiu (2 min 1 s 17) Assia Touati (2 min 2 s 45) Charlotte van Andringa (2 min 3 s 07) Margaux Verger Gourson (2 min 0 s 94) 8 min 7 s 63 | Russie Elena Serko (2 min 2 s 53) Alena Kudryashova (2 min 3 s 01) Valeriya Kolotushkina (2 min 3 s 14) Ksenia Yuskova (2 min 0 s 83) 8 min 9 s 51 | Espagne Lidón Muñoz Del Campo (2 min 3 s 46) Marina Rico Fuentes (2 min 3 s 07) Irene Andrea López (2 min 3 s 22) Catalina Corró Lorente (2 min 2 s 48) 8 min 12 s 23 |
| 4 × 100 m quatre nages | Royaume-Uni Jessica Fullalove (1 min 3 s 37) Georgia Barton (1 min 0 s 08) Marie-Siobhan O'Connor (1 min 10 s 04) Jessica Lloyd (55 s 85) 4 min 9 s 34       | Russie Julia Larina (1 min 4 s 15) Daria Tcvetkova (1 min 0 s 55) Irina Novikova (1 min 9 s 20) Ksenia Ksenia (56 s 48) 4 min 10 s 38              | Danemark Mie Nielsen (1 min 2 s 89) Christina Munkholm (1 min 1 s 06) Cecilie Holten (1 min 10 s 97) Kia Hansen (56 s 35) 4 min 11 s 27                               |

#### Hommes
| Épreuves               | Or | Argent | Bronze |
| Nage libre             | Nage libre | Nage libre | Nage libre |
| ---------------------- | --- | --- | --- |
| 50 m                   | Aitor Martínez Rodríguez (ESP) 22 s 64 | Mihael Vukić (CRO) Kristián Goloméev (GRE) 22 s 86 | — |
| 100 m                  | Velimir Stjepanović (SRB) 49 s 56 | Arseni Kukharau (BLR) 49 s 83 | Uvis Kalniņš (LAT) 50 s 18 |
| 200 m                  | Christian Scheruebl (AUT) 1 min 49 s 51 | Daniel Skaaning (DEN) 1 min 49 s 56 | Paweł Werner (POL) 1 min 49 s 93 |
| 400 m                  | Christian Scheruebl (AUT) 3 min 51 s 75 | Gabriele Detti (ITA) 3 min 52 s 05 | Michał Szuba (POL) 3 min 52 s 77 |
| 800 m                  | Ediz Yıldırımer (TUR) 8 min 0 s 82 | Gabriele Detti (ITA) 8 min 0 s 95 | Gregorio Paltrinieri (ITA) 8 min 1 s 31 |
| 1 500 m                | Gregorio Paltrinieri (ITA) 15 min 12 s 16 | Gabriele Detti (ITA) 15 min 16 s 86 | Ediz Yıldırımer (TUR) 15 min 25 s 71 |
| Dos                    | | | |
| 50 m                   | Christian Diener (GER) 25 s 40 (RC) | Niccolò Bonacchi (ITA) 25 s 56 | Richárd Bohus (HUN) 25 s 70 |
| 100 m                  | Christian Diener (GER) 55 s 07 | Niccolò Bonacchi (ITA) 55 s 59 | Fabio Laugeni (ITA) 55 s 69 |
| 200 m                  | Christian Diener (GER) 1 min 59 s 94 | Mateusz Wysoczyński (POL) 2 min 1 s 18 | Fabio Laugeni (ITA) 2 min 1 s 59 |
| Brasse                 | | | |
| 50 m                   | Panagiotis Samilidis (GRE) 27 s 89 | Bastian Vollmer (GER) 28 s 52 | Oleg Utekhin (RUS) 28 s 54 |
| 100 m                  | Panayiótis Samilídis (GRE) 1 min 1 s 13 | Craig Benson (GBR) 1 min 2 s 17 | Oleksiy Rozhkov (UKR) 1 min 2 s 27 |
| 200 m                  | Flavio Bizzarri (ITA) 2 min 12 s 43 | Matti Mattsson (FIN) 2 min 12 s 65 | Maksym Shemberyev (UKR) 2 min 12 s 84 |
| Papillon               | | | |
| 50 m                   | Mihael Vukić (CRO) 23 s 90 | Yevhen Koptyelov (UKR) 24 s 50 | Matthias Bellance (FRA) 24 s 56 |
| 100 m                  | Velimir Stjepanović (SRB) 53 s 79 | Yevhen Koptyelov (UKR) 53 s 94 | Martino Lucatello (ITA) 53 s 96 |
| 200 m                  | Bence Biczó (HUN) 1 min 56 s 25 | Andrey Tambovskiy (RUS) 1 min 58 s 73 | Tom Kremer (ISR) 2 min 0 s 52 |
| Quatre nages           | | | |
| 200 m                  | Ieuan Lloyd (GBR) 2 min 1 s 57 | Dan Wallace (GBR) 2 min 2 min 41 | Andréas Vazaíos (GRE) 2 min 2 s 51 |
| 400 m                  | Maksym Shemberev (UKR) 4 min 16 s 94 | Eduardo Solaeche Gómez (ESP) 4 min 20 s 36 | Dan Wallace (GBR) 4 min 20 s 60 |
| Relais                 | | | |
| 4 × 100 m nage libre   | Italie Maurizio Mottola (51 s 27) Francesco Bellacci (51 s 31) Giacomo Ferri (50 s 14) Damiano Corapi (50 s 41) 2 min 23 s 13                                | Espagne Eduardo Solaeche Gómez (51 s 60) Jorge Martín Lozoya (51 s 01) Aitor Martínez Rodríguez (50 s 20) Albert Puig Garrich (50 s 46) 3 min 23 s 27 | Allemagne Max Mral (51 s 10) Steffen Hillmer (50 s 75) Matthias Lindenbauer (50 s 97) Maximilian Oswald (50 s 52) 3 min 23 s 34               |
| 4 × 200 m nage libre   | Royaume-Uni Thomas Moss Thomas (1 min 52 s 85) Matthew Parks (1 min 51 s 75) Myles Crouch-Anderson (1 min 49 s 78) Ieuan Lloyd (1 min 48 s 98) 7 min 23 s 36 | Russie Aleksandr Klyukin (1 min 51 s 61) Sergey Groshev (1 min 51 s 47) Nikita Kitaev (1 min 51 s 33) Dmitry Ermakov (1 min 49 s 36) 7 min 23 s 77    | Pologne Paweł Werner (1 min 50 s 79) Radosław Bor (1 min 51 s 28) Filip Bujoczek (1 min 50 s 68) Michał Poprawa (1 min 51 s 32) 7 min 24 s 07 |
| 4 × 100 m quatre nages | Italie Niccolò Bonacchi (56 s 39) Martino Lucatello (53 s 53) Roberto Parisi (1 min 2 s 36) Giacomo Ferri (49 s 73) 3 min 42 s 01                            | Allemagne Christian Diener (55 s 81) Marius Kusch (54 s 27) Paul Wiechhusen (1 min 2 s 41) Max Mral (50 s 08) 3 min 42 s 57                           | Russie Dmitry Stepanenko (57 s 03) Andrey Tambovskiy (53 s 45) Nikolay Klepikov (1 min 2 s 81) Dmitry Ermakov (49 s 53) 3 min 42 s 82         |

### Natation synchronisée
Sont admises pour participer les nageuses âgées entre 15 et 18 ans (nées entre 1993 et 1996).
| Épreuves | Or | Argent | Bronze |
| -------- | --- | --- | --- |
| Solo     | Vlada Chigireva (RUS) 91,93 pts. | Linda Cerruti (ITA) 87,91 pts. | Anasatasiya Savchuk (UKR) 87,17 pts. |
| Duo      | Russie Milena Miteva Elena Prokofeva 90,96 pts. | Ukraine Anastasiya Petrenko Anasatsiya Savchuk 87,72 pts.                                                                                          | Grèce Evangelia Koutidi Evangelia Platanioti 86,87 pts. |
| Équipe   | Russie Vlada Chigireva Vasilisa Mironova Milena Miteva Daria Parshenkova Elena Prokofeva Evgeniya Shtefan Maria Shurochkina Gelena Topilina Mikhaela Kalancha 91,81 pts.                    | Espagne Clara Camacho Laia Pons Sara Gijon Paula Ramirez Cecilia Jimenez Sara Levy Meritxell Mas Valeria Moya 88,59 pts.                           | Ukraine Tetyana Burmaka Kateryna Rezni Vira Golubova Anasatsiya Savchuk Tamara Ikonnykova Dana-Mariya Klymenko Svitlana Kuchynska Anastasiya Petrenko 87,68 pts.       |
| Combiné  | Russie Vlada Chigireva Yulia Potapova Mikhaela Kalancha Evgeniya Shtefan Kristina Makushenko Maria Shurochkina Meri Minasyan Gelena Topilina Vasilisa Mironova Daria Parshenkova 91,83 pts. | Espagne Clara Camacho Valeria Moya Sara Gijon Laia Pons Cecilia Jimenez Mar Rabaixet Sara Levy Paula Ramirez Celia Martin Maritxell Mas 87,69 pts. | Italie Olimpia Benvenuto Giulia Rotondi Linda Cerruti Federica Sala Costanza Ferro Alica Savi Giada Finco Silvia Vismara Elisabeta Marciante Alessia Pezone 87,31 pts. |

### Plongeon
Deux catégories d'âge sont mises en place. La catégorie A rassemble l'ensemble des participants âgés de 16 à 18 ans (nés entre 1993 et 1995) tandis que la catégorie B concerne les participants âgés de 14 à 15 ans (nés en 1996 et 1997),.
Épreuves individuelles
| Épreuves                    | Or                                   | Argent                                 | Bronze                               |
| Hommes                      | Hommes                               | Hommes                                 | Hommes                               |
| --------------------------- | ------------------------------------ | -------------------------------------- | ------------------------------------ |
| Tremplin de 1 m Catégorie A | Giovanni Tocci (ITA) 495,10 pts.     | Sergey Zhdanov (RUS) 469,85 pts.       | Oleg Kolodiy (UKR) 465,95 pts.       |
| Tremplin de 1 m Catégorie B | Igor Myalin (RUS) 432,45 pts.        | Kacper Lesiak (POL) 376,40 pts.        | Sam Thornton (GBR) 359,55 pts.       |
| Tremplin de 3 m Catégorie A | Sergey Zhdanov (RUS) 547,35 pts.     | Gabriele Auber (ITA) 522,30 pts.       | Mykyta Tkachov (UKR) 516,20 pts.     |
| Tremplin de 3 m Catégorie B | German Stroev (RUS) 442,60 pts.      | Maxym Dolgov (UKR) 432,10 pts.         | Daniel Goodfellow (GBR) 432,00 pts.  |
| Plateforme Catégorie A      | Oleksandr Bondar (UKR) 620,75 pts.   | Kirill Mironov (RUS) 529,00 pts.       | Vadym Nevinglovsky (UKR) 476,05 pts. |
| Plateforme Catégorie B      | Igor Myalin (RUS) 459,10 pts.        | Maxym Dolgov (UKR) 452,40 pts.         | Alexander Belvtcev (RUS) 435,15 pts. |
| Femmes                      |                                      |                                        |                                      |
| Tremplin de 1 m Catégorie A | Evegeniya Slzeneva (RUS) 398,25 pts. | Kristina Ilynkh (RUS) 392,90 pts.      | Elena Bertocchi (ITA) 382,55 pts.    |
| Tremplin de 1 m Catégorie B | Maria Polyakona (RUS) 339,00 pts.    | Elena Chernykh (RUS) 320,00 pts.       | Marcela Maric (CRO) 310,40 pts.      |
| Tremplin de 3 m Catégorie A | Elena Bertocchi (ITA) 436,50 pts.    | Tina Punzel (GER) 429,60 pts.          | Kristina Ilynkh (RUS) 420,35 pts.    |
| Tremplin de 3 m Catégorie B | Elena Chernykh (RUS) 378,40 pts.     | Grace Reid (GBR) 368,00 pts.           | Laura Bilotta (ITA) 356,30 pts.      |
| Plateforme Catégorie A      | Maria Poluyanova (RUS) 390,50 pts.   | Mara Elena Aiacoboae (ROU) 380,95 pts. | Jessica Williams (GBR) 371,55 pts.   |
| Plateforme Catégorie B      | Louisa Stawczynski (GER) 312,80 pts. | Ann Krasnoshlyk (UKR) 304,85 pts.      | Rosie Medlock (GBR) 301,15 pts.      |

Épreuves synchronisées
| Épreuves            | Or                                                | Argent                                         | Bronze                                           |
| Hommes              | Hommes                                            | Hommes                                         | Hommes                                           |
| ------------------- | ------------------------------------------------- | ---------------------------------------------- | ------------------------------------------------ |
| 3 m Catégorie A + B | Ukraine Oleksandr Bondar Oleg Kolodiy 305,55 pts. | Russie Sergey Zhdanov Maxim Popkov 282,42 pts. | Italie Gabriele Auber Giovanni Tocci 280,47 pts. |
| Femmes              |                                                   |                                                |                                                  |
| 3 m Catégorie A + B | Russie Irina Tonnikova Elena Chernykh 270,87 pts. | Royaume-Uni Grace Reid Chloe Hurd 261,63 pts.  | Italie Beatrice Atzei Laura Bilotta 258,63 pts.  |

## Tableaux des médailles
| Rang  | Nation      | Or | Argent | Bronze | Total |
| ----- | ----------- | -- | ------ | ------ | ----- |
| 1     | Royaume-Uni | 6  | 6      | 7      | 19    |
| 2     | Italie      | 5  | 6      | 5      | 16    |
| 3     | Allemagne   | 4  | 2      | 2      | 8     |
| 4     | France      | 3  | 0      | 1      | 4     |
| 5     | Russie      | 2  | 7      | 5      | 14    |
| 6     | Hongrie     | 2  | 4      | 2      | 8     |
| 7     | Espagne     | 2  | 2      | 3      | 7     |
| 8     | Ukraine     | 2  | 2      | 2      | 6     |
| 9     | Danemark    | 2  | 2      | 1      | 5     |
| 10    | Grèce       | 2  | 1      | 1      | 4     |
| 11    | Irlande     | 2  | 1      | 0      | 3     |
| 12    | Autriche    | 2  | 0      | 0      | 2     |
| 12    | Serbie      | 2  | 0      | 0      | 2     |
| 14    | Pologne     | 1  | 1      | 5      | 7     |
| 15    | Croatie     | 1  | 1      | 0      | 2     |
| 15    | Suède       | 1  | 1      | 0      | 2     |
| 17    | Turquie     | 1  | 0      | 1      | 2     |
| 18    | Finlande    | 0  | 2      | 1      | 3     |
| 19    | Pays-Bas    | 0  | 1      | 1      | 2     |
| 20    | Biélorussie | 0  | 1      | 0      | 1     |
| 20    | Islande     | 0  | 1      | 0      | 1     |
| 22    | Israël      | 0  | 0      | 1      | 1     |
| 22    | Lettonie    | 0  | 0      | 1      | 1     |
| Total | Total       | 40 | 40     | 40     | 120   |

| Rang  | Nation  | Or | Argent | Bronze | Total |
| ----- | ------- | -- | ------ | ------ | ----- |
| 1     | Russie  | 4  | 0      | 0      | 4     |
| 2     | Espagne | 0  | 2      | 0      | 2     |
| 1     | Ukraine | 0  | 1      | 2      | 3     |
| 1     | Italie  | 0  | 1      | 1      | 2     |
| 1     | Grèce   | 0  | 0      | 1      | 1     |
| Total | Total   | 4  | 4      | 4      | 12    |

| Rang  | Nation      | Or | Argent | Bronze | Total |
| ----- | ----------- | -- | ------ | ------ | ----- |
| 1     | Russie      | 9  | 5      | 2      | 16    |
| 2     | Ukraine     | 2  | 3      | 3      | 8     |
| 3     | Italie      | 2  | 1      | 4      | 7     |
| 4     | Allemagne   | 1  | 1      | 0      | 2     |
| 5     | Royaume-Uni | 0  | 2      | 4      | 6     |
| 6     | Pologne     | 0  | 1      | 0      | 1     |
| 6     | Roumanie    | 0  | 1      | 0      | 1     |
| 8     | Croatie     | 0  | 0      | 1      | 1     |
| Total | Total       | 14 | 14     | 14     | 42    |